# Hadigny-les-Verrières
Hadigny-les-Verrières är en kommun i departementet Vosges i regionen Grand Est (tidigare regionen Lorraine) i nordöstra Frankrike. Kommunen ligger i kantonen Châtel-sur-Moselle som tillhör arrondissementet Épinal. År 2022 hade Hadigny-les-Verrières 378 invånare.

## Befolkningsutveckling
Antalet invånare i kommunen Hadigny-les-Verrières
| Referens: INSEE |